# ISO 19600
De norm ISO 19600 werd in april 2021 teruggetrokken en vervangen door de norm ISO 37301.
ISO 19600 is een internationale standaard met richtlijnen voor Compliance Management Systemen (CMS). Een CMS is het geheel van maatregelen en processen in een bedrijf of organisatie die ervoor moeten zorgen dat er conform de geldende wet- en regelgeving, en eventueel andere interne gedragscodes, bedrijfsregels of klanteneisen, gewerkt wordt. De Internationale Organisatie voor Standaardisatie heeft de standaard op 15 december 2014 gepubliceerd. De standaard is door Nederland overgenomen als NEN-ISO 19600:2014.
ISO 19600 is opgesteld als een richtlijn en niet als een eisenstellende, certificeerbare norm. De standaard biedt een aanpak en "goede praktijken" aan die toepasbaar zijn in elk type van organisatie. Ze handelen over het "opzetten, ontwikkelen, implementeren, evalueren, onderhouden en verbeteren van een effectief en responsief compliance management systeem in de organisatie". 

## Opbouw van een compliance management systeem
Een compliance management systeem volgens ISO 19600 bestaat uit twee grote delen :
1. Vaststelling van de "scope" van het CMS: welke zijn de compliance obligations van de organisatie, zowel extern als intern opgelegde verplichtingen of verwachtingen waaraan men moet of wil voldoen? Dit vormt de basis van een compliance-beleid of compliance policy.
2. Een continu proces van verbetering, volgens het principe "Plan-Do-Check-Act", en vergelijkbaar met een risicomanagementproces volgens ISO 31000:
  1. Bepalen van de compliance risico's bij het niet naleven van de compliance obligations. Wat is de kans op niet-naleving en wat kunnen de gevolgen daarvan zijn? Welke zijn de ernstigste risico's?
  2. Plannen van beheersmaatregelen of acties in functie van de te bereiken doelstellingen, die gebaseerd zijn op de ernst van de compliance risico's.
  3. Implementatie van de maatregelen.
  4. Opvolgen (meten, analyseren, evalueren) van de effectiviteit van de getroffen beheersmaatregelen.
  5. De evaluatie, gecombineerd met eventuele gewijzigde of nieuwe compliance obligations, leidt tot een herziening van de compliance risico's; zo gaat de cyclus verder.

ISO 19600 hecht veel belang aan de bedrijfscultuur en het gedrag van mensen in de organisatie, van hun rollen en verantwoordelijkheden. Het naleven van regels en codes hangt immers sterk samen met het correct en integer handelen van de mensen, van hoog tot laag in de organisatie. Het is daarom belangrijk dat er een cultuur wordt gecreëerd die dat gedrag stimuleert en ongeoorloofd gedrag bestraft.